# 吳景欽
吳景欽畢業於台灣大學法律學士、輔仁大學法學碩士、博士。為真理大學法律學系教授、台灣刑法學者。

## 經歷
- 真理大學法律系所教授兼刑事法研究中心主任
- 馬偕醫學院兼任副教授
- 真理大學財經法律系助理教授
- 真理大學宗教研究所兼任助理教授
- 輔仁大學法律系兼任講師、助理教授
- 台灣陪審團協會常務理事

## 書籍
《國民參與刑事審判制度：以日本裁判員制度為例》 吳景欽 2010 麗文文化

## 論文
- 《防制組織犯罪法律規範之研究》 吳景欽 2005 輔仁大學
- 《從憲法上正當程序的觀點檢視行政警察與司法警察之區分》 吳景欽 1999 輔仁大學